# الکساندر رابرتسون (بازیکن فوتبال، زاده ۲۰۰۳)
الکساندر رابرتسون (انگلیسی: Alexander Robertson؛ زادهٔ ۱۷ آوریل ۲۰۰۳) بازیکن فوتبال اهل بریتانیا است.
وی همچنین در تیم‌های ملی فوتبال Australia national under-15 soccer team, England national under-16 football team، زیر ۱۷ سال انگلستان، Young Socceroos، و زیر ۱۸ سال انگلستان بازی کرده‌است.